# Anatoly Khazanov
Pour les articles homonymes, voir Khazanov.
Anatoly Mikhailovich Khazanov (en russe : Анато́лий Миха́йлович Хазáнов, transcription française Anatoli Mikhaïlovitch Khazanov, né le 13 décembre 1937) est anthropologue et historien soviétique puis américain.

## Biographie
Né à Moscou, il y a étudié à l’Université d’État, où il a passé un master en 1960. Il a obtenu un doctorat de recherche en 1966 suivi en 1976 d’un doctorat passé devant l’Académie des sciences de l’URSS. En 1990, il est devenu professeur au département d’anthropologie de l’Université du Wisconsin, à Madison. Actuellement il est professeur d’anthropologie (émérite), titulaire de la chaire Ernest Gellner. Il est membre de la British Academy, membre correspondant de L’Institut international de planification de l’éducation pour l’étude des civilisations nomades ainsi que membre honoraire de la Central Asian Studies Society ; il a également reçu de nombreuses subventions et de nombreuses bourses.
C’est comme archéologue spécialisé dans les cultures nomades du début de l’âge du fer qu’il a commencé sa carrière. Dans la seconde moitié des années 1960, il s’est tourné vers l’anthropologie socioculturelle. De 1966 à 1985, il a consacré ses principales recherches aux nomades pastoraux et aux origines des sociétés complexes. Il soutenait que les nomades n’ont jamais vécu en autarcie et que, par conséquent ils dépendaient de leurs relations avec le monde sédentaire sur les plans économique, culturel et politique, et cette opinion est maintenant partagée par la majorité des experts dans ce domaine. Par ailleurs, autant que le permettait la censure soviétique, il essayait de démontrer que le concept marxiste soviétique du processus historique était erroné.
Après avoir quitté l’Union soviétique en 1985, il a continué à étudier les éleveurs nomades, en se concentrant particulièrement sur le rôle des nomades dans l’histoire du monde ainsi que sur les insuffisances et les lacunes dans leur processus de modernisation. Selon lui l’échec de divers projets de modernisation est dû au fait qu’ils ne laissaient pas de place à l’auto-développement durable des pasteurs et refusaient qu’ils participassent aux prises de décision.
Depuis le début des années 1990, il s’est fait également connaitre par sa contribution à l’étude de l’ethnicité et du nationalisme, et des transitions postcommunistes. Il a été l’un des premiers à soutenir que dans de nombreux pays, cette transition ne garantit pas l’émergence d’un ordre libéral et démocratique. Selon lui également, et contrairement à une opinion communément admise, la mondialisation n’est pas capable par elle-même de d’apaiser les nationalismes et les conflits ethniques, qui resteront un phénomène marquant dans un avenir prévisible.
Dans les années 2000, il s’est également tourné vers l’étude de la mémoire collective, de la représentation collective et d’autres questions qui y sont liées, en s’intéressant particulièrement à leur rôle dans la définition et la redéfinition des identités nationales et ethniques.

## Publications
Il a écrit 6 monographies et environ 200 articles. Il s’agit notamment de Nomads and the Outside World (Cambridge University Press, 1984 ; 2e édition à l’University of Wisconsin Press, 1994), qui a été traduit en plusieurs langues ; Soviet Nationality Policy During Perestroika (Delphic, 1991) et After the U.S.S.S.R. : Ethnicity, Nationalism, and Politics in the Commonwealth of Independent States (University of Wisconsin Press, 1995). Par ailleurs il a édité ou co-édité 10 volumes d’articles, parmi lesquels Pastoralism in the Levant : Archaeological Materials in the Anthropological Perspective (Prehistory Press, 1992) en collaboration avec Ofer Bar-Yosef, Changing Nomads in a Changing World (Sussex Academic Press, 1998) en collaboration avec Joseph Ginat, Nomads in the Sedentary World (Curzon Press, 2001) en collaboration avec André Wink, Perpetrators, Accomplices et Victims in Twentieth Century Politics : Reckoning with the Past (Routledge, 2009) en collaboration avec Stanley Payne, et Who Owns the Stock ? Collective and Property Rights in Animals (Berghahn, 2012) en collaboration avec Günther Schlee.